# Гладуш Віктор Дмитрович
Віктор Дмитрович Гладуш (10 січня 1937, Мишурин Ріг, Дніпропетровська область, Українська РСР, СРСР — 8 жовтня 2010, Київ, Україна) — український державний і політичний діяч, дипломат, академік Академії інженерних наук України. Член Ревізійної комісії КПУ в 1981—1986 р. Кандидат у члени ЦК КПУ в 1986—1990 роках. Депутат Верховної Ради УРСР 11-го скликання (1985—1990 роки). Народний депутат України 2-го скликання (1994—1998 роки). Молодший брат Івана Гладуша.

## Біографія
Народився 10 січня 1937 року в селі Мишуриному Розі Верхньодніпровського району Дніпропетровської області.

### Освіта
У 1959 році закінчив Дніпропетровський металургійний інститут за спеціальністю інженер-механік.

### Кар'єра
З 1959 по 1960 рік — вальцювальник, старший вальцювальник сортопрокатного цеху Криворізького металургійного заводу імені Леніна;
З 1960 по 1968 рік — змінний, старший майстер дротового стану Криворізького металургійного заводу імені Леніна;
Член КПРС з 1963 року;
З 1968 по 1976 рік — начальник стана, начальник цеху блюмінга-2 Криворізького металургійного заводу імені Леніна;
З 1976 по 1978 рік — головний прокатник Криворізького металургійного заводу імені Леніна;
З 1978 по 1980 рік — начальник виробничого відділу Криворізького металургійного заводу імені Леніна;
З 1980 по 1981 рік — головний інженер комбінату «Криворіжсталь» імені Леніна;
З 1981 по 1986 рік — директор комбінату «Криворіжсталь» імені Леніна;
З 1986 по 1987 рік — заступник Міністра чорної металургії України;
З 20 серпня 1987 по жовтень 1990 року — заступник Голови Ради Міністрів УРСР з питань галузей важкої промисловості;
З 5 червня 1991 рік — державний міністр з питань промисловості і транспорту УРСР;
З 29 лютого 1992 по 28 вересня 1992 року — Міністр промисловості України;
З 7 жовтня 1992 по 19 лютого 1993 року — Надзвичайний та Повноважний Посол Україні в Латвії та Естонії за сумісництвом;
З січня 1993 року — заступник, перший заступник міністра зовнішніх економічних зв'язків України;
З 1994 по 1998 рік — Народний депутат України 2-го скликання;
З 1998 по 2005 рік — віце-президент Української асоціації підприємств чорної металургії.

Могила Віктора Гладуша

Помер 8 жовтня 2010 року. Похований в Києві на Байковому кладовищі (ділянка № 33).

## Відзнаки і нагороди
Почесний металург СРСР, Заслужений металург України. Нагороджений двома орденами Трудового Червоного Прапора, орденом «За заслуги» III ступеня (січень 1997).